# Jean Madeira
Jean Madeira (de son vrai nom Jean Browning), née le 14 novembre 1918 à Centralia (Illinois), morte le 10 juillet 1972 à Providence, est une cantatrice contralto américaine.

## Carrière
Jean Madeira étudie le chant à la Juilliard School à New York. Puis elle débute en 1943 à l'Opéra d'Été de Chautauqua (en) dans le rôle de Nancy dans Martha. Elle est engagée au San Carlo Company Touring Opera où elle interprète les rôles de Dalila dans Samson et Dalila de Saint-Saëns, Carmen de Bizet. En 1947 elle épouse le directeur de l'Orchestre philharmonique de Rhode Island et débute en 1948 au Metropolitan Opera House dans le rôle de la première norne dans Le Crépuscule des dieux de Wagner.